# Герхард Герцберг
Герхард Герцберг (нім. Gerhard Herzberg; 25 грудня 1904, Гамбург — 3 березня 1999) — канадський фізик, лауреат Нобелівської премії з хімії «За внесок в розуміння електронної структури і будови молекул, особливо вільних радикалів».

## Біографія
Народився в Гамбургу в сім'ї Альбіна Герцберга і Ели Бібер. Рано залишившись без батька, виховувався матір'ю, яка для утримання сім'ї працювала прибиральницею. Навчався в технологічному інституті Дармштадта, Геттінгенському і Бристольському університетах. Викладав в технологічному інституті Дармштадта (з 1930). Будучи одруженим з єврейкою, в 1935 році був змушений покинути Німеччину і переїхати в Канаду, в 1935-45 професор Саскачеванського університету. З 1945 професор Чиказького університету. З 1949 керівник відділу теоретичної фізики Національної науково-дослідної ради Канади (Оттава). Президент Канадської асоціації фізиків (1956). Віце-президент Міжнародної спілки теоретичної та прикладної фізики (1957-63).

## Основні роботи
Герцберг є автором деяких класичних робіт у галузі атомної та молекулярної спектроскопії, в тому числі чотиритомної енциклопедії «Молекулярні спектри та молекулярні структури», яку часто називають «Біблією спектроскопіста». Три томи «Молекулярних спектрів та молекулярних структур» були перевидані в 1989 році, з додаванням численних зауважень Герцберга. Том IV цієї серії, «Константи двоатомних молекул», є суто довідником, збірником відомих на 1978 рік спектроскопічних констант двоатомних молекул. Також він є автором великого числа журнальних публікацій зі спектроскопії.

### Основні твори
- Атомні спектри та будова атомів, М., 1948
- Молекулярні спектри та молекулярні структури: I. Спектри і будова двоатомних молекул, М., 1949;
- Молекулярні спектри та молекулярні структури: II. Коливальні та обертальні спектри багатоатомних молекул, М., 1949;
- Молекулярні спектри та молекулярні структури: III. Електронні спектри та будова багатоатомних молекул, М., 1969;
- Молекулярні спектри та молекулярні структури: IV. Константи двоатомних молекул 1979.

## Нобелівська премія
Нобелівська премія з хімії (1971).